# 알루미늄 청동

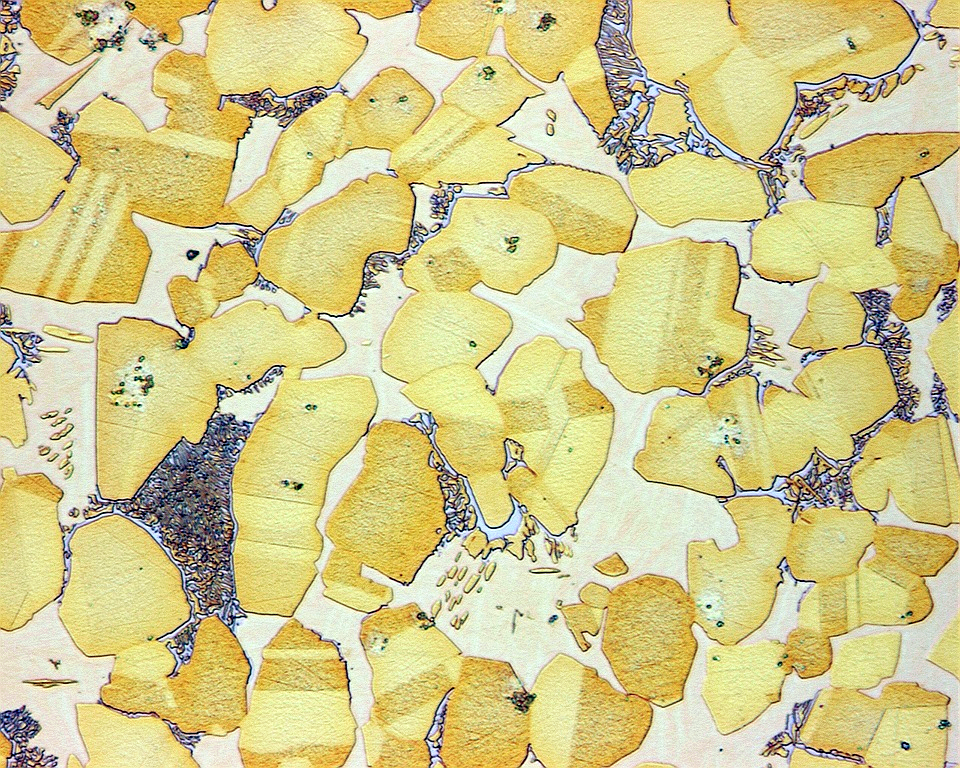
20% 알루미늄, V=50:1의 알루미늄 청동

알루미늄 청동은 구리에 알루미늄이 약 10% 들어 있는 합금을 말한다. 청동이란 구리와 주석의 합금을 가리키는 것이므로 알루미늄 청동은 청동이라고 할 수 없지만, 예전부터 청동은 구리의 합금 중에서 너무나 유명한 합금이기 때문에 주석이 들어 있지 않은 이런 합금까지도 청동이란 이름으로 부르게 된 것이다. 알루미늄 청동은 강도와 내식성이 우수하며, 약 10%의 알루미늄을 함유하는 만큼 다른 구리 합금보다는 약간 가벼워 선박의 스크루에 쓰인다.

## 성분
아래의 표는 가장 일반적인 표준 알루미늄 청동 가공 합금(wrought alloy) 성분이다. (ISO 428) 아래의 백분율은 무게에 따른 합금 성분을 가리킨다. 구리는 무게에 의한 나머지에 속하므로 나열되지 않는다:
| 합금         | 알루미늄  | 철        | 니켈      | 마그네슘  | 아연      | 비소      |
| ------------ | --------- | --------- | --------- | --------- | --------- | --------- |
| CuAl5        | 4.0–6.5%  | 0.5% 최대 | 0.8% 최대 | 0.5% 최대 | 0.5% 최대 | 0.4% 최대 |
| CuAl8        | 7.0–9.0%  | 0.5% 최대 | 0.8% 최대 | 0.5% 최대 | 0.5% 최대 |           |
| CuAl8Fe3     | 6.5–8.5%  | 1.5–3.5%  | 1.0% 최대 | 0.8% 최대 | 0.5% 최대 |           |
| CuAl9Mn2     | 8.0–10.0% | 1.5% 최대 | 0.8% 최대 | 1.5–3.0%  | 0.5% 최대 |           |
| CuAl10Fe3    | 8.5–11.0% | 2.0–4.0%  | 1.0% 최대 | 2.0% 최대 | 0.5% 최대 |           |
| CuAl10Fe5Ni5 | 8.5–11.5% | 2.0–6.0%  | 4.0–6.0%  | 2.0% 최대 | 0.5% 최대 |           |